# Cultura de Luxemburg
La cultura de Luxemburg fa referència a la cultura i tradicions del petit país europeu de Luxemburg. La majoria dels ciutadans són políglotes, és a dir, poden parlar l'idioma germànic nacional, anomenat luxemburguès, a més del francès i l'alemany. Tot i que les seves contribucions a les arts són poc conegudes fora de les seves fronteres, Luxemburg té una rica història cultural, sobretot en la música, la pintura i la fotografia. Els seus museus en evolució, sales de concerts, teatres i galeries donen testimoni de la creixent apreciació de la cultura dels seus ciutadans.
Com a país profundament rural i folklòric, Luxemburg manté nombroses tradicions. Entre aquestes tradicions, és destacable la Processió dansant d'Echternach, que es duu a terme anualment.

## Arts

### Pintura
Jean-Baptiste Fresez i Nicolas Liez que pintaren la Ciutat de Luxemburg i els seus voltants eren els artistes més importants del país al segle xix. Jean Jacoby, que va ser guardonat amb dues medalles d'or olímpiques per a la seva obra d'art i, sobretot, Joseph Kutter amb els seus paisatges i retrats expressionistes, van ser els més notables durant la primera meitat del segle xx. Les pintura de colors brillants de "Luxemburg" de Kutter, encarregat de l'Exposition Internationale des Arts et Techniques dans la Vie Moderne (Exposició Mundial de París de 1937) revela el seu estil expressionista madur, dels quals hi ha més d'èmfasis naturals sobre com les cases semblen estar apilades una darrere l'altra, com els edificis adquireixen gairebé contorns cúbics i com les torres fortificades s'alcen poderosament sobre la vall.
Altres pintors cèlebres dels períodes van ser els impressionistes Dominique Lang; Nico Klopp, que va pintar cridaners paisatges post-impressionistes del Mosel·la; i Sosthène Weis, de qui les seves innombrables aquarel·les de la Ciutat de Luxemburg i els seus voltants són una reminiscència de l'estil de J. M. W. Turner.
Els principals contribuents a l'escena de l'art a partir de la Segona Guerra Mundial eren Emile Kirscht, Michel Stoffel, Foni Tissen i Gust Graas. En estreta relació amb els artistes de la postguerra va ser-hi l'escultor Lucien Wercollier, de qui les impressionants obres abstractes en bronze i marbre es poden trobar no només en llocs públics a Luxemburg, sino en altres països del l'entorn també.
L'escultor Claus Cito (1882-1965) és recordat sobretot per l'escultura Gëlle Fra (la dona d'or) que corona el Monument de l'Obelisc de la Memòria (1923), aixecat en memòria dels soldats de Luxemburg que van morir pel seu país en la Primera Guerra Mundial.
Un dels artistes contemporanis més reeixits del país és Su-Mei Tse que, el 2003, va guanyar el Lleó d'Or, un premi atorgat al millor participant nacional en l'Venècia Exposició Internacional d'Art Contemporani.

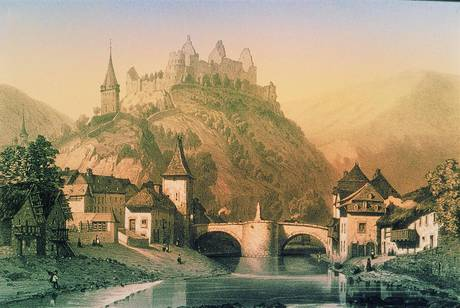
Jean-Baptiste Fresez: Vianden near the Bridge (c. 1857)
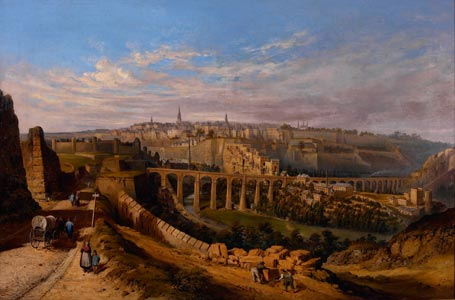
Nicolas Liez: View of Luxembourg from the Fetschenhof (1870)
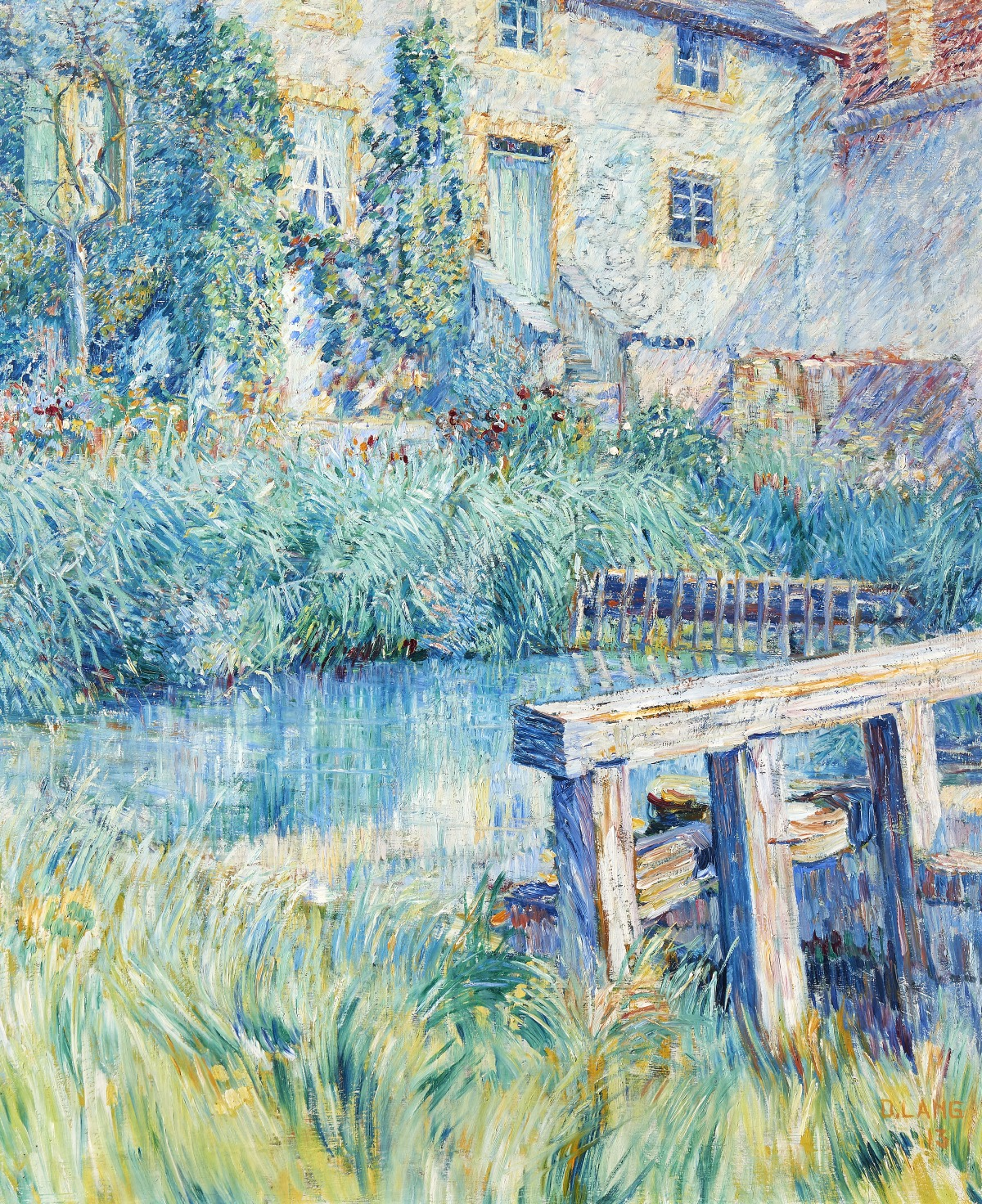
Dominique Lang: Le Barrage (1913)
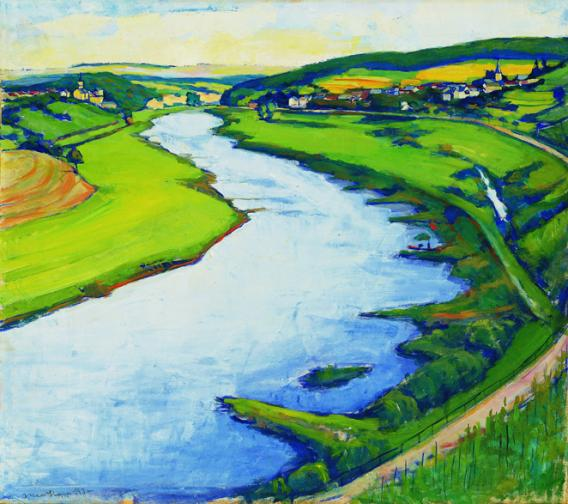
Nico Klopp: Loop in the Moselle at Greiveldange with Stadtbredimus (1930)

### Fotografia

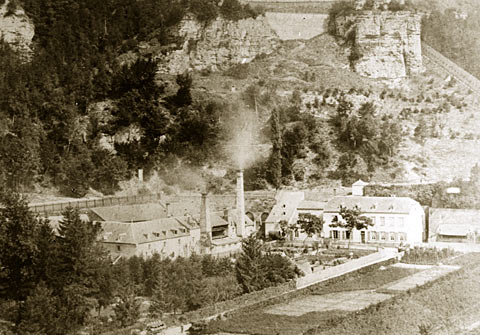
Pierre Brandenbourg: fotografia primerenca de la Brasserie Clausen (1865)

Tenint en compte la petita grandària del país, la fotografia a Luxemburg ha fet una important contribució a la cultura local. Tot i que va créixer i va treballar tota la seva vida als Estats Units, l'influent fotògraf i pintor Edward Steichen era d'ascendència luxemburguesa, i després de la Segona Guerra Mundial com a mànager del departament de fotografia de la Museu d'Art Modern de Nova York, va organitzar dues importants donacions a Luxemburg. Primer el 1964, va proporcionar una llar permanent a Clervaux, Luxemburg per la seva famosa exposició "La Família de l'Home"; i després, el 1967, els EUA va enviar un altre tresor a Luxemburg, l'exposició "Els anys amargs". De la mateixa manera, Gabriel Lippmann que també va néixer a Luxemburg, però es va mudar a França quan només tenia tres anys, va ser guardonat amb el Premi Nobel pel seu treball pioner en la fotografia en color. Charles Bernhoeft (1859-1933) va ser un reeixit fotògraf de retrats i paisatges, publicant una sèrie d'àlbums de luxe, mapes il·lustrats i diverses sèries de targetes postals.
Fotògrafs contemporanis inclouen els fotoperiodistes Patrick Galbats, Yvon Lambert i Thierry Frisch.

### Literatura
Poc se'n sap de la literatura de Luxemburg més enllà de les fronteres del país, en part perquè s'utilitzen tres idiomes, en part perquè moltes obres assumeixen que tindran un públic local. D'altra banda, no va ser fins al segle xix que la literatura de Luxemburg va començar a desenvolupar-se.
El 1829, Antoine Meyer va publicar el primer llibre en Lëtzebuerger Däitsch, el dialecte germànic local més tard anomenat luxemburguès, una col·lecció de poemes titulat "E’ Schrek op de’ Lezeburger Parnassus (Un pas cap amunt cap al Parnassus de Luxemburg).
Edmond de la Fontaine (1823-1891), més conegut pel seu pseudònim de Dicks, és considerat el poeta nacional de Luxemburg. Juntament amb Michel Lentz i Michel Rodange, que és una figura destacada en la història de la literatura de Luxemburg, escriuvia poesia en luxemburguès. Un altre escriptor influent va ser Batty Weber (1860-1940) que va treballar tant com a periodista, com a autor de contes, novel·les, obres de teatre i poemes, contribuint molt al desenvolupament de la cultura de Luxemburg. Anise Koltz (nascuda el 1928), primer escrivint principalment en alemany i luxemburguès, però més tard en francès, és l'autora contemporània més important del país. Un altre novel·lista i poeta contemporani èxit és Jean Portant (nascut el 1950).
La literatura luxemburguesa va estar llargament confinada a la poesia i el teatre, però en la dècada de 1980, com a resultat del moviment per fer del luxemburguès un idioma oficial, Guy Rewenig (nascut el 1947) i Roger Manderscheid (1933- 2010), ambdós van escriure novel·les en luxemburguès. Hannert dem Atlantik de Rewenig va aparèixer el 1985 i la trilogia infantil de Manderscheid Schacko klak, De papagei um kâschtebam i Feier a flam el 1988.

### Arquitectura
La ciutat de Luxemburg és Patrimoni de la Humanitat segons la UNESCO.
L'arquitectura de Luxemburg es remunta als Treveri, una tribu celta que va prosperar al segle I a.C. Unes poques ruïnes romanen des de l'ocupació romana, però les aportacions més significatives al llarg dels segles han estat els castells i les esglésies del país. Exemples notables són el Castell de Vianden i l'Abadia d'Echternach. Avui en dia hi ha un autèntic auge arquitectònic, gràcies al fet que la prosperitat econòmica de Luxemburg proporciona una base per a l'evolució d'edificis per al món financera, de la UE i els sectors culturals. Aquests inclouen la Filharmònica de Luxemburg, el Museu d'Art Modern i el nou Banc Europeu d'Inversions.

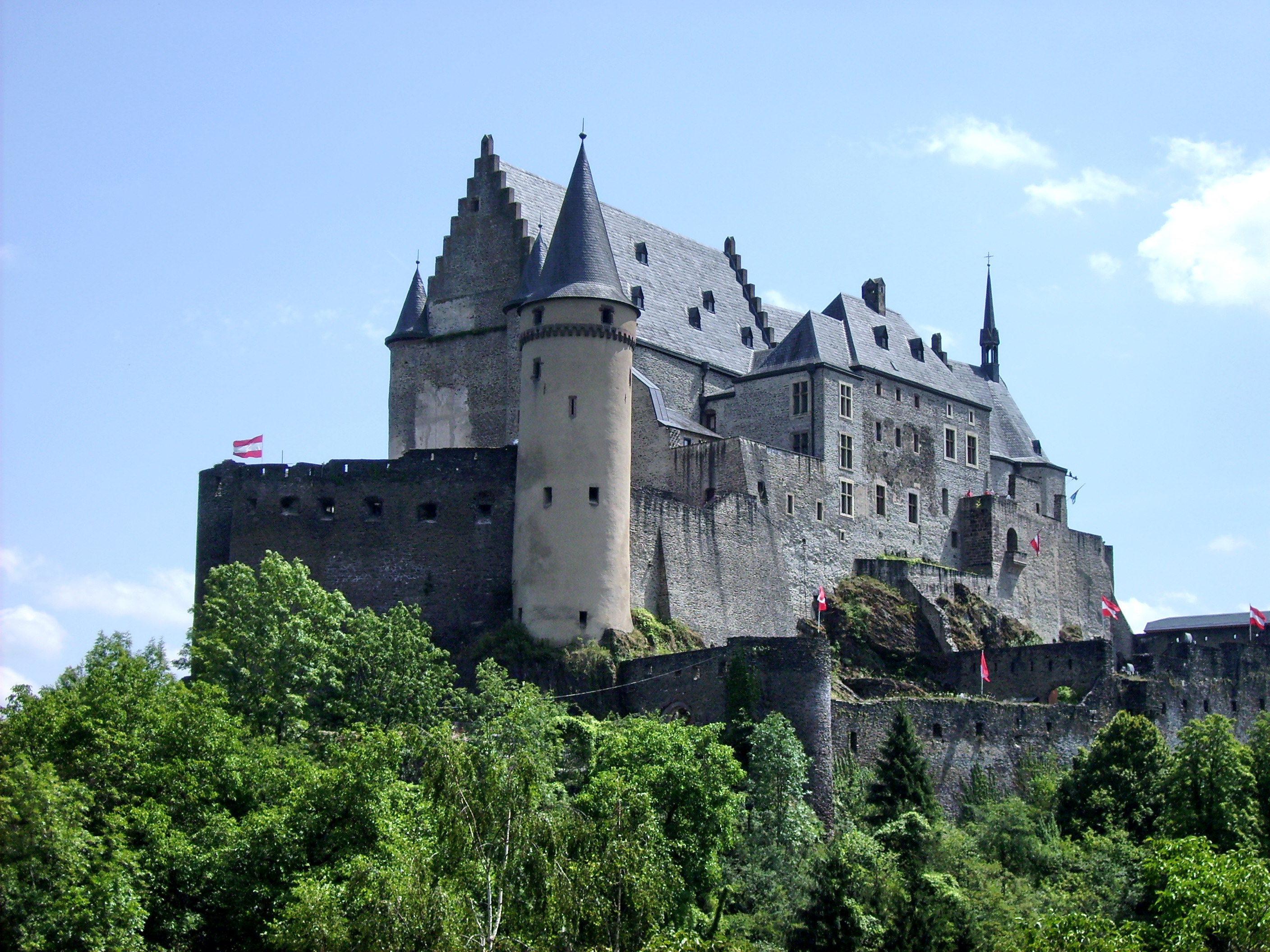
Castell de Vianden
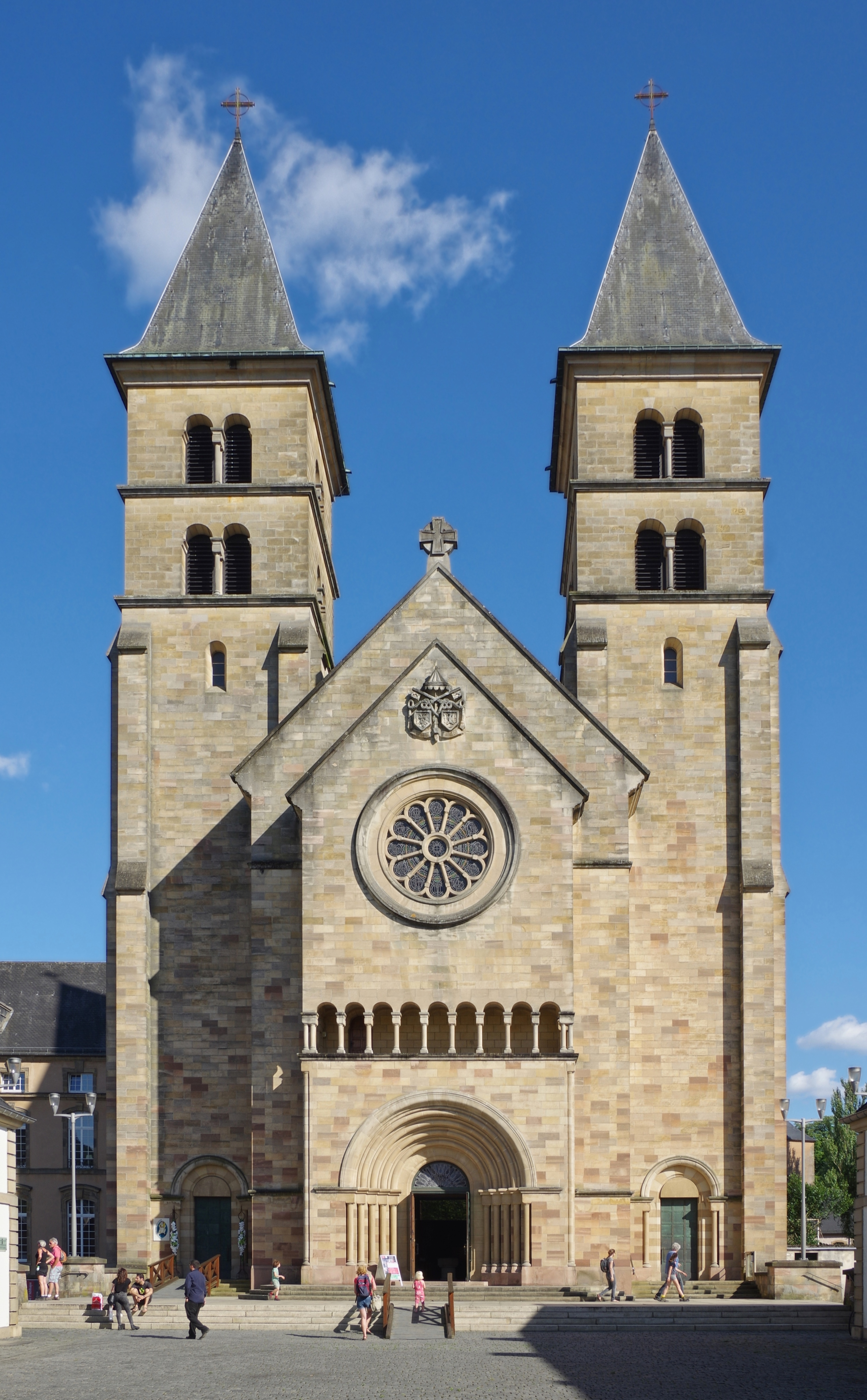
Abadia d'Echternach

### Música

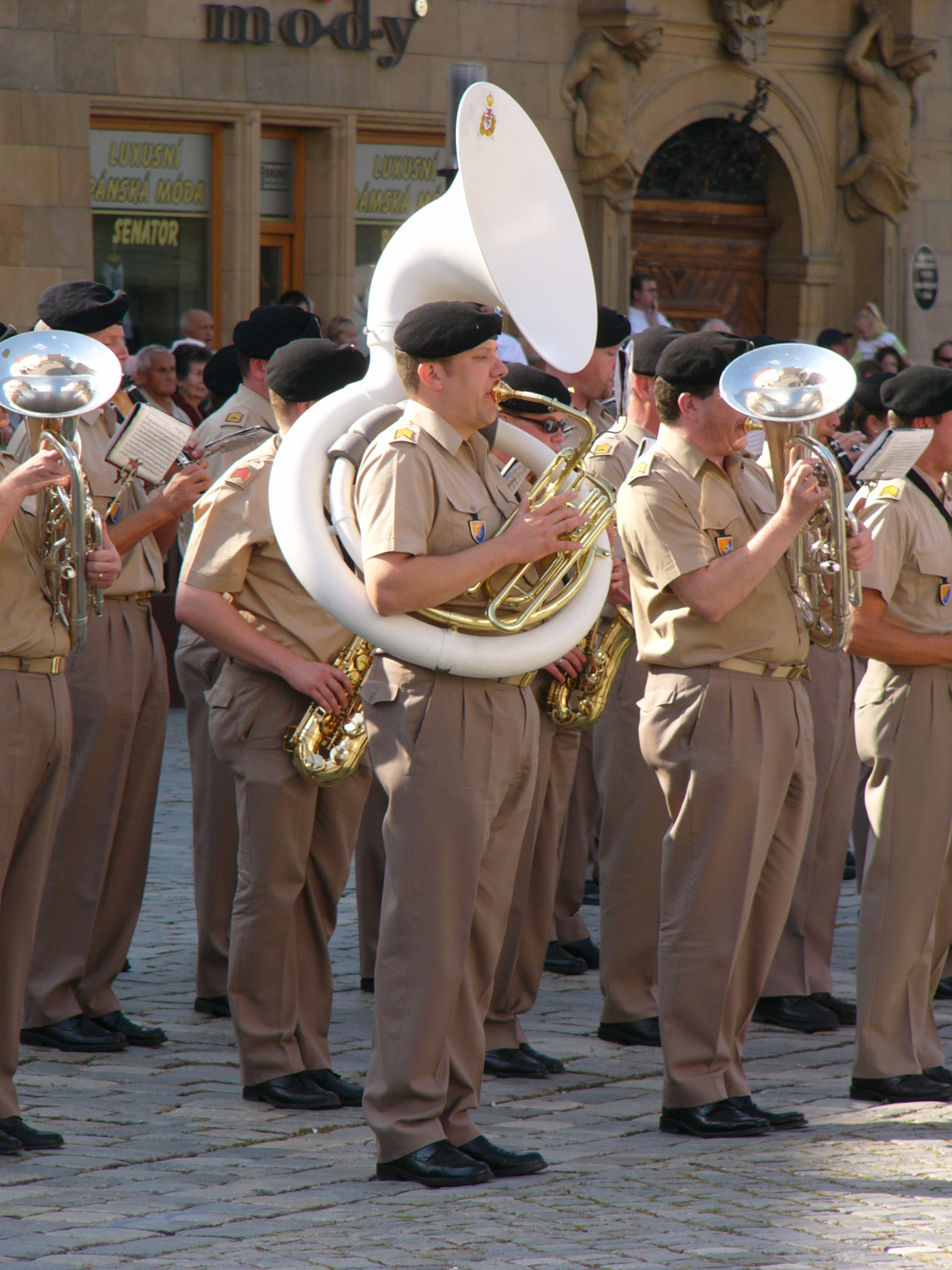
Banda Militar de Luxemburg

L'interès general en la música i les activitats musicals a Luxemburg es pot veure des de la composició de la Unió Grand-Duc Adolphe, la federació nacional de música per a les societats corals, bandes de música, escoles de música, societats teatrals, associacions folklòriques i grups instrumentals. Aproximadament 340 societats amb més de 17.000 membres estan representats actualment per l'organització.
Els dos llocs principals per la música clàssica a Luxemburg són la sala de concerts de la Filharmònica, seu de l'orquestra homònima i el Gran Teatre de Luxemburg amb freqüents actuacions d'òpera i ballet. Solistes de Luxemburg reconeguts internacionalment inclouen la violinista Sandrine Cantoreggi, el violoncel·lista Françoise Groben, els pianistes Francesco Tristano Schlimé i Jean Muller, i la cantant Mariette Kemmer. Entre els seus compositors contemporanis són Camille Kerger, Claude Lenners, Georges Lentz (tot i que viu principalment a Austràlia), Alexander Mullenbach i Marcel Wengler. Les actuacions d'òpera es realitzen amb freqüència a la Ciutat de Luxemburg al Grand Théâtre i a Esch-sur-Alzette al Théâtre d'Esch, així com en el festival anual de Wiltz.
Brian Molko, cantant i guitarrista de la banda de rock Placebo va viure a Luxemburg la major part de la seva vida, on va aprendre a tocar diversos instruments com la guitarra, el piano i el saxofon. També el baixista Stefan Olsdal hi va viure, els dos es van conèixer a l'escola a Luxemburg, però van perdre contacte fins que es van trobar de nou anys més tard a Londres. Placebo té una cançó, "Burger Queen", sobre un jove transvestit al centre de Luxemburg. La cançó es troba en el seu segon àlbum Without You I'm Nothing. Una de les bandes més influents de Luxemburg de les últimes dècades és Cool Feet, que interpreta velles cançons luxemburgueses.

### Cinema
La indústria cinematogràfica luxemburguesa és bastant petita, però això no és sorprenent, ja que el Gran Ducat de Luxemburg té una població d'unes 400.000 persones. No obstant això, al país s'han rodat moltes pel·lícules, tant per cineastes nadius com per persones provinents d'altres països.
El 1993, Dammentour de Paul Scheuer (AFO-Productions) i Hochzäitsnuecht (Paul Cruchten) van guanyar premis al Festival Max Ophüls a Saarbrücken.

## Institucions culturals

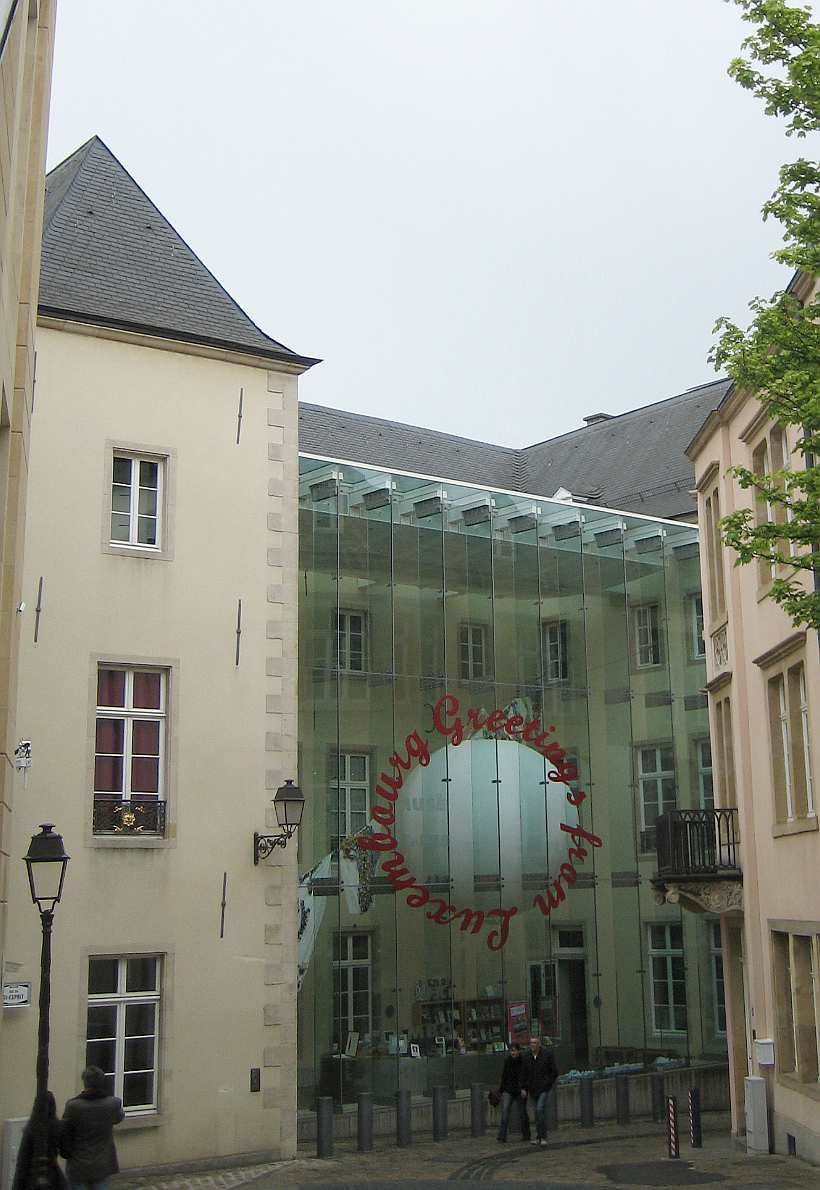
Museu d'Història de la Ciutat de Luxemburg

### Museus
- El Museu Nacional d'Història i d'Art de Luxemburg (MNHA)
- El Museu Nacional d'Història Natural (NMHN)
- El Museu d'Història de la Ciutat de Luxemburg
- El Museu d'Art Modern Gran Duc Joan (MUDAM)

### Galeries
- Casino Luxembourg, fòrum per a l'art contemporani a la Ciutat de Luxemburg
- Villa Vauban, museu d'art

## Cuina

### Menjar
La cuina de Luxemburg ha estat influenciada en els últims anys pels veïns França, Alemanya i Bèlgica. Més recentment, s'ha tingut la influència dels seus nombrosos immigrants italians i portuguesos.
Luxemburg té moltes delícies incloent els seus pastissos, formatges, i el peix fresc (truites marrons, lluç de riu i Crancs).